# Union pour la paix et le développement
L'Union pour la paix et le développement est un parti somalien crée et dirigé par Hassan Sheikh Mohamoud. Crée en 2011 sous le nom Parti de la paix et du développement il est renommé en 2018.

## Historique
Le Parti de la paix et du développement est créé en 2011 en vue de l'élection présidentielle de 2012, la première depuis la fin du régime de transition, pour soutenir la candidature de Hassan Sheikh Mohamoud qui est élu.
En 2017, le président Hassan Sheikh Mohamoud est battu et le parti est renommé Union pour la paix et le développement l'année suivante.
Le parti revient au pourvoir après la victoire de l'ancien président à l'élection présidentielle de 2022.

## Résultats électoraux
| Année | Candidat               | Dernier tour | Dernier tour | Issue   |
| Année | Candidat               | Voix         | %            | Issue   |
| ----- | ---------------------- | ------------ | ------------ | ------- |
| 2012  | Hassan Sheikh Mohamoud | 190          | 70,63        | Élu     |
| 2017  | Hassan Sheikh Mohamoud | 97           | 29,66        | Perdant |
| 2022  | Hassan Sheikh Mohamoud | 214          | 66,05        | Élu     |